# Цацко, Михаил Павлович
Михаил Павлович Цацко (год рождения и смерти 13.11.1925-07.04.2007. Успеновка, Аулиеатинский уезд, Сырдарьинская губерния, Казакская АССР, РСФСР, СССР) — бригадир горнопроходческой бригады Ленинабадского горнохимического комбината Министерства среднего машиностроения СССР. Герой Социалистического Труда (1970).Проживал Ташкентская область поселок Красногорск.

## Биография
Родился в 1925 году в селе Успеновка (ныне — Жуалынский район Жамбылской области Республики Казахстан).
Участник Великой Отечественной войны, в боях до августа 1945 года. В 1951 году был демобилизован.
В том же году начал работать на Ленинабадском горно-химическом комбинате, который был сверхсекретным предприятием по добыче и переработке урановой руды. Сначала был разнорабочим, землекопом, затем освоил профессии забойщика и крепильщика. В 1955 году стал бригадиром проходческой бригады рудоуправления № 3 и показал себя отличным организатором производства, умеющим добиваться высоких результатов в труде.
Указом Президиума Верховного Совета СССР от 10 ноября 1970 года с грифом «не подлежит опубликованию» за успешное выполнение специального задания правительства СССР по выпуску специальной продукции и внедрения передовой технологии Цацко Михаилу Павловичу было присвоено звание Героя Социалистического Труда с вручением ордена Ленина и золотой медали «Серп и Молот».
В 1977 году ушел на заслуженный отдых. Жил в Ташкентской области.

## Награды
- Орден Ленина;
- медали;
- знак «Шахтёрская слава» 2-й степени;
- Почётный горняк СССР.